# Gerard Jacquet
Gerard Jacquet (Sant Feliu d'Amunt, Catalunya del Nord, 1 de juliol del 1955) és un músic, poeta, pintor, actor i contaire nord-català. També va ser locutor a France Bleu Roussillon, que va ser la seua activitat principal des del 1986.

## Biografia
Gerard Jacquet va néixer el 1r de juliol de 1955 al vilatge rossellonès de Sant Feliu d'Avall. Ha cursat estudis de periodisme, ha fet d'animador cultural i de pagès, fins a entrar a col·laborar amb l'emissora de ràdio estatal local de Perpinyà. Artísticament, és un cantautor eclèctic abocat a la música des del 1977, quan entra al grup d'acció cultural "Guillem de Cabestany", al costat del cantant Pere Figueres i el poeta Jordi Auvergne. El 1980 crea el conjunt Aléa, el 1986 crea Ample Temple, combinant períodes de concerts i enregistraments en nom propi. El seu estil es podria definir com a folk-rock experimental o cançó mediterrània amb estètica rock.
Malgrat un repertori de més de cent cançons i una desena de maquetes, Gerard Jacquet ha publicat pocs discos, seguint una peculiar exigència perfeccionista. Com a artista polifacètic presenta una cara de poeta cantant, a vegades considerada fosca i pessimista, equilibrada per una altra cara riallera, present en enregistraments de contes i històries així com postures radiofòniques. Cal remarcar també la seua col·laboració amb Pascal Comelade, concretada amb dos discos de cançons populars catalanes.

Jacquet és un artista d'una presència particular en escena. Com es diu a la seva fitxa a la plana d'"(a)phònica. Festival de veu de Banyoles", arriba a ser 
| « | a voltes inquietant a voltes transgressor. Vestit de negre, els ulls esbatanats, va més enllà del cantant de rock. Es considera un cantautor rock, és a dir que les lletres tenen per a ell un valor literari que les fa tan importants com la música. Partint de les seves propostes estètiques i aprofitant l'herència dels cantautors, marca les interpretacions amb una gestualitat musculada i expressiva. Impúdic i lúdic arriba a l'expressionisme. | » |

El 2006 fou coautor, amb Norbert Narach de la peça bilingüe Un fil i una canya!, que posava en el decorat d'un bar de poble tota la diversitat social i humana de la Catalunya del Nord contemporània.
Com a autor ha publicat almenys quatre poemaris, una novel·la i dos diccionaris del rossellonès. Va debutar el 1992 amb el poemari Oh. El primer volum de Le petit dico d'aquí (2008) es va convertir a un fenomen d'edició local.

## Discografia
- 1994 Barcelona by night, vinil (Audiovisuals de Sarrià)
- 1996 Jacquet (Al·leluia Records)
- 2003 El tro, per sempre (Xot Records)

## Història i contes en àudio
- 1997 Catalanades del Rosselló (K7 àudio)
- 2009 Le petit dico d'aquí, vol. 2 en àudio